# Popovac
 Ovo je glavno značenje pojma Popovac. Za druga značenja pogledajte Popovac (razdvojba).
Popovac je općina u Hrvatskoj. Nalazi se u Osječko-baranjskoj županiji.

## Stanovništvo
Prema popisu iz 2001. godine, općina ima 2.427 stanovika (916 kućanstava). 
| broj stanovnika | 3540  | 4379  | 3653  | 4118  | 4738  | 4887  | 3945  | 4042  | 5587  | 4922  | 5199  | 4509  | 3812  | 3623  | 2427  | 2084  | 1446  |
|                 | 1857. | 1869. | 1880. | 1890. | 1900. | 1910. | 1921. | 1931. | 1948. | 1953. | 1961. | 1971. | 1981. | 1991. | 2001. | 2011. | 2021. |

| broj stanovnika | 2078  | 2233  | 2248  | 2584  | 2472  | 2555  | 2470  | 2663  | 2469  | 2277  | 2495  | 2133  | 1730  | 1582  | 1079  | 959   | 738   |
|                 | 1857. | 1869. | 1880. | 1890. | 1900. | 1910. | 1921. | 1931. | 1948. | 1953. | 1961. | 1971. | 1981. | 1991. | 2001. | 2011. | 2021. |

## Uprava
- Načelnik: Zoran Kontak
- Zamjenik načelnika: Oskar Mravlinčić
- Predsjednik Općinskog vijeća: Martin Ivišić
- Zamjenik predsjednika Općinskog vijeća: Zvonko Jagarinec

## Poznate osobe
- Milan Šarić, matematičar
- Nada Babić

## Spomenici i znamenitosti
Malo Baranjaca zna da u Popovcu postoji spomenik podignut u zavjet i sjećanje na pošast kuge, koja je u 18. stoljeću zahvatila i desetkovala ondašnje stanovništvo. Spomenik se nalazi u parku u središtu sela, točno preko puta zgrade Osnovne škole Popovac. Spomenik je podignut početkom 19. stoljeća u duhu klasicizma i rijedak je primjer zavjetne javne plastike postavljene u ruralnim sredinama. Nalazi se u parku preko puta Osnovne škole Popovac.

## Obrazovanje
U općini Popovac postoji jedna osnovna i dvije područne škole.
Osnovnu školu Popovac, prema mreži osnovnih škola, čine matična škola u Popovcu, koja je osmogodišnja i u svom sastavu ima osam čistih razrednih odjela, te dvije područne škole: PŠ Branjina koja je četverogodišnja i sačinjena je od dva kombinirana razredna odjela te PŠ Kneževo koja je osmogodišnja i u kojoj se nastava odvija u dva kombinirana razredna odjela, a predmetna nastava odvija se u čistim razrednim odjelima.
Nastava se odvija u jednoj smjeni, u prijepodnevnim satima, u matičnoj školi i područnim školama, dok se u poslijepodnevnoj smjeni organiziraju izvannastavne aktivnosti i izborna nastava.

## Šport
- NK Hajduk Popovac
- NK Belje Kneževo
- NK Davor Branjina

## Vanjske poveznice
- www.popovac.hr  Arhivirana inačica izvorne stranice od 28. studenoga 2021. (Wayback Machine)